# Euroleague Best Defender
Euroleague Best Defender – nagroda przyznawana co sezon przez Euroligę najlepszemu obrońcy. Po raz pierwszy przyznano ją po zakończeniu sezonu 2004/05. Jej laureat jest wyłaniany w drodze głosowania przez trenerów zespołów Euroligi. Statuetkę otrzymuje przed rozpoczęciem fazy Final Four. 6-krotnie w karierze najlepszym obrońcą okazywał się Grek - Dimitris Diamandidis, który jest rekordzistą w tej kategorii. 
| Sezon   | Najlepszy Obrońca    | Zespół        |
| ------- | -------------------- | ------------- |
| 2004/05 | Dimitris Diamandidis | Panathinaikos |
| 2005/06 | Dimitris Diamandidis | Panathinaikos |
| 2006/07 | Dimitris Diamandidis | Panathinaikos |
| 2007/08 | Dimitris Diamandidis | Panathinaikos |
| 2008/09 | Dimitris Diamandidis | Panathinaikos |
| 2009/10 | Wiktor Chriapa       | CSKA Moskwa   |
| 2010/11 | Dimitris Diamandidis | Panathinaikos |
| 2011/12 | Andriej Kirilenko    | CSKA Moskwa   |
| 2012/13 | Stéphane Lasme       | Panathinaikos |
| 2013/14 | Bryant Dunston       | Olympiakos    |
| 2014/15 | Bryant Dunston       | Olympiakos    |
| 2015/16 | Kyle Hines           | CSKA Moskwa   |